# خدمة سرية

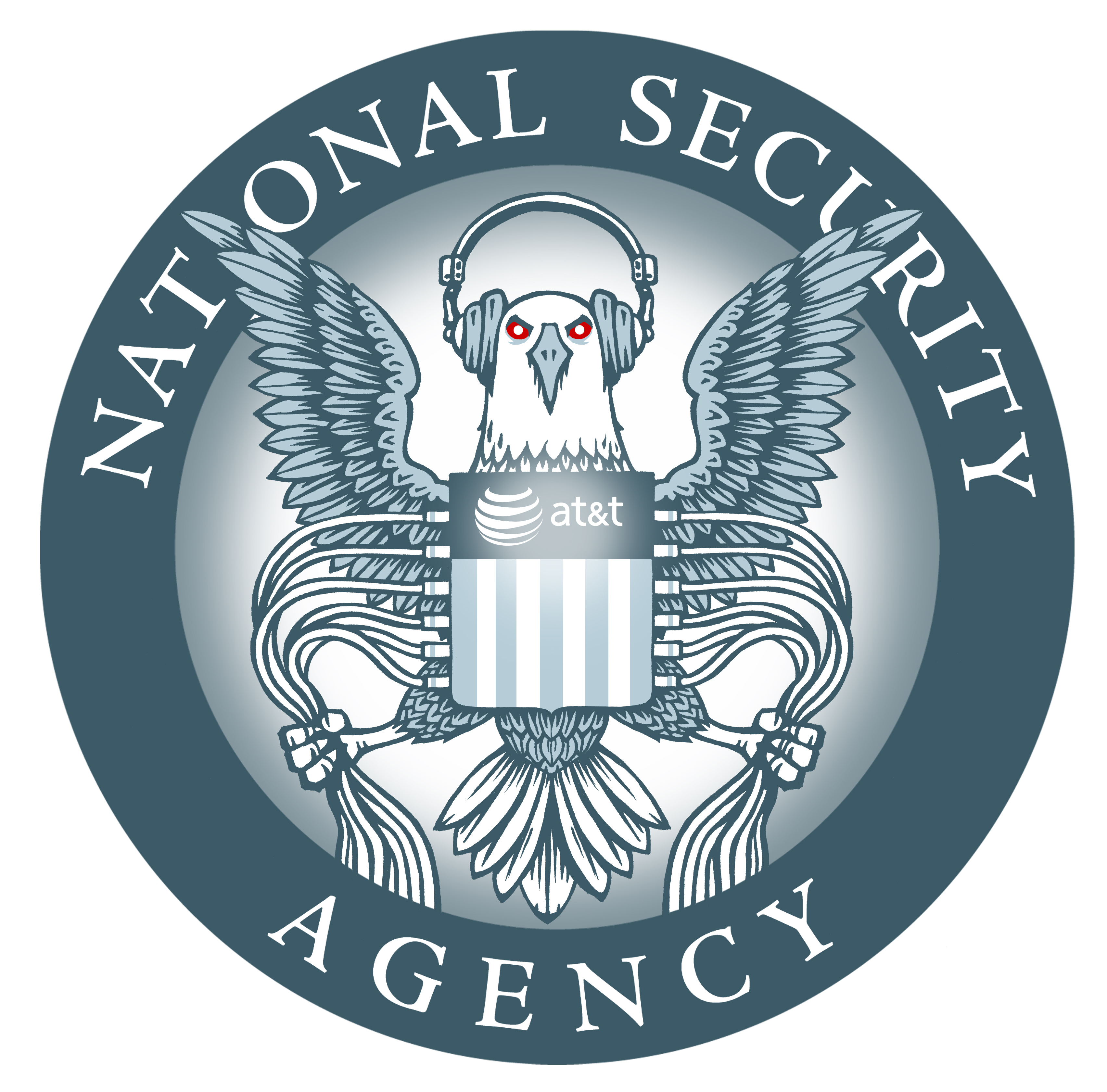

الخدمة السرية تصف وكالة حكومية، أو أنشطة تلك الوكالة الحكومية، والتي تهتم بجمع معلومات استخباراتية. ويمكن أن تختلف المهام والسلطات الموكلة إلى جهاز الخدمة السرية بشدة من دولة إلى أخرى. فعلى سبيل المثال، يمكن أن تقوم دولة ما بإتاحة بعض السلطات الشرطية (مثل المراقبة) لجهاز الخدمة السرية لديها، وليس لغيره. ويمكن أن تكون السلطات والمهام الخاصة بالمنظمة الحكومية سرية بشكل جزئي أو غير ذلك. ويمكن أن يقال أن المنظمة تعمل بشكل منفتح في الداخل وبشكل سري في الخارج، أو العكس. ويمكن اعتبار الشرطة السرية ووكالات الاستخبارات في الغالب على أنها أجهزة خدمات سرية.